# Pieter Jan Leeuwerink
Pieter Jan Leeuwerink (Wormer, 10 februari 1962 – Capelle aan den IJssel, 27 september 2004) was een Nederlands volleyballer. Hij was drager van de zilveren bondsspeld van de NeVoBo.
Tussen 1985 en 1989 kwam Leeuwerink 187 keer uit voor het nationale team. Hij nam deel aan zijn eerste en enige Olympische Spelen: Seoel 1988, waar hij met de Nederlandse ploeg als vijfde eindigde. In de nationale competitie speelde hij voor VC Wormer, Compaen en Brother/Martinus.
Hij maakte de beginfase mee van het geroemde Bankrasmodel, dat uitmondde in een gouden medaille tijdens de Olympische Spelen van Atlanta in 1996.
Na zijn spelerscarrière was Leeuwerink acht seizoenen lang werkzaam als trainer-coach bij Alcom/Capelle, dat hij later verruilde voor Rijnmond Volleybal.
Hij overleed op 42-jarige leeftijd na een zware ziekte.
Edwin Benne · Peter Blangé · Ron Boudrie · Marco Brouwers · Teun Buijs · Rob Grabert · Pieter Jan Leeuwerink · Jan Posthuma · Avital Selinger · Martin Teffer · Ronald Zoodsma · Ron Zwerver